# Osiedle Wysokie
Osiedle Wysokie – osiedle w Krakowie wchodzące w skład Dzielnicy XVI Bieńczyce, niestanowiące jednostki pomocniczej niższego rzędu w ramach dzielnicy.

## Historia
Osiedle Wysokie stanowi część Bieńczyc Nowych – założenia architektoniczno-urbanistycznego, w zamierzeniu stanowiącego rozbudowę dzielnicy Nowa Huta w kierunku północno-zachodnim. W 1959 roku w wyniku konkursu na projekt założenia wybrano koncepcję autorstwa warszawskiej architekt Jadwigi Guzickiej z zespołem w którym za projekt urbanistyczny odpowiadali Anna Basista i Jan Lewandowski, a za architekturę budynków Kazimierz Chodorowski, Stefan Golonka oraz konstruktor dr inż. Tadeusz Kantarek. Całe założenie było projektowane dla ok. 30 tys. mieszkańców – ok. 5,5 tys. na jednym osiedlu. Cechuje je luźna zabudowa budynkami wolnostojącymi z przeważającą zabudową 5- i 11-kondygnacyjną. Główną osią zespołu urbanistycznego jest park Planty Bieńczyckie, wzorowane na Plantach Krakowskich, który spaja osiedla wchodzące w skład zespołu w jedną urbanistyczną całość. Wzdłuż parkowej osi zaplanowano obiekty użyteczności publicznej – szkoły, przedszkola, domy handlowe, domy kultury, biblioteki. Oprócz Osiedla Wysokiego w skład Bieńczyc Nowych wchodzą jeszcze osiedla Strusia, Kalinowe, Na Lotnisku, Kazimierzowskie, Jagiellońskie, Przy Arce, Niepodległości, Albertyńskie oraz Złotej Jesieni. Realizacja zespołu urbanistycznego odbyła się w latach 1962–1979.
Osiedle Wysokie było budowane w od połowy lat 60. XX wieku. Pierwsze powstały bloki czteropiętrowe ulokowane w zachodniej części osiedla. Nieco później, bo na przełomie lat 60. i 70. powstał zespół pięciu dziesięciopiętrowych wieżowców tzw. „punktowców” ulokowanych we wschodniej części osiedla od strony ulicy Broniewskiego. Budynki zaprojektowane przez Marię i Jerzego Chronowskich otrzymały w 1972 roku tytuł Mister Krakowa – nagrodę przyznawaną za najlepsze architektoniczne realizacje w mieście.

## Usytuowanie i rozplanowanie
Ograniczone jest ulicami: od północy Mikołajczyka, od wschodu Broniewskiego, od południa Plantami Bieńczyckimi, od zachodu Dunikowskiego.
Połowę bloków mieszkalnych na osiedlu stanowią budynki czteropiętrowe – jest ich osiem i są ulokowane w zachodniej części osiedla. We wschodniej części osiedla znajduje się wspomniane pięć wieżowców dziesięciopiętrowych. Tę zabudowę uzupełniają trzy trzypiętrowe bloki tzw. „puchatki”, ulokowane w południowo-wschodniej części osiedla, w bezpośrednim sąsiedztwie Plant Bieńczyckich, na których znajduje się nowo wybudowany plac zabaw. Prócz tego na osiedlu znajdują się liczne pawilony handlowe, usytuowane głównie od strony ulic Dunikowskiego i Mikołajczyka, Szkoła Podstawowa nr 104 oraz III Liceum Ogólnokształcące im. Jana Kochanowskiego wraz z halą sportową.

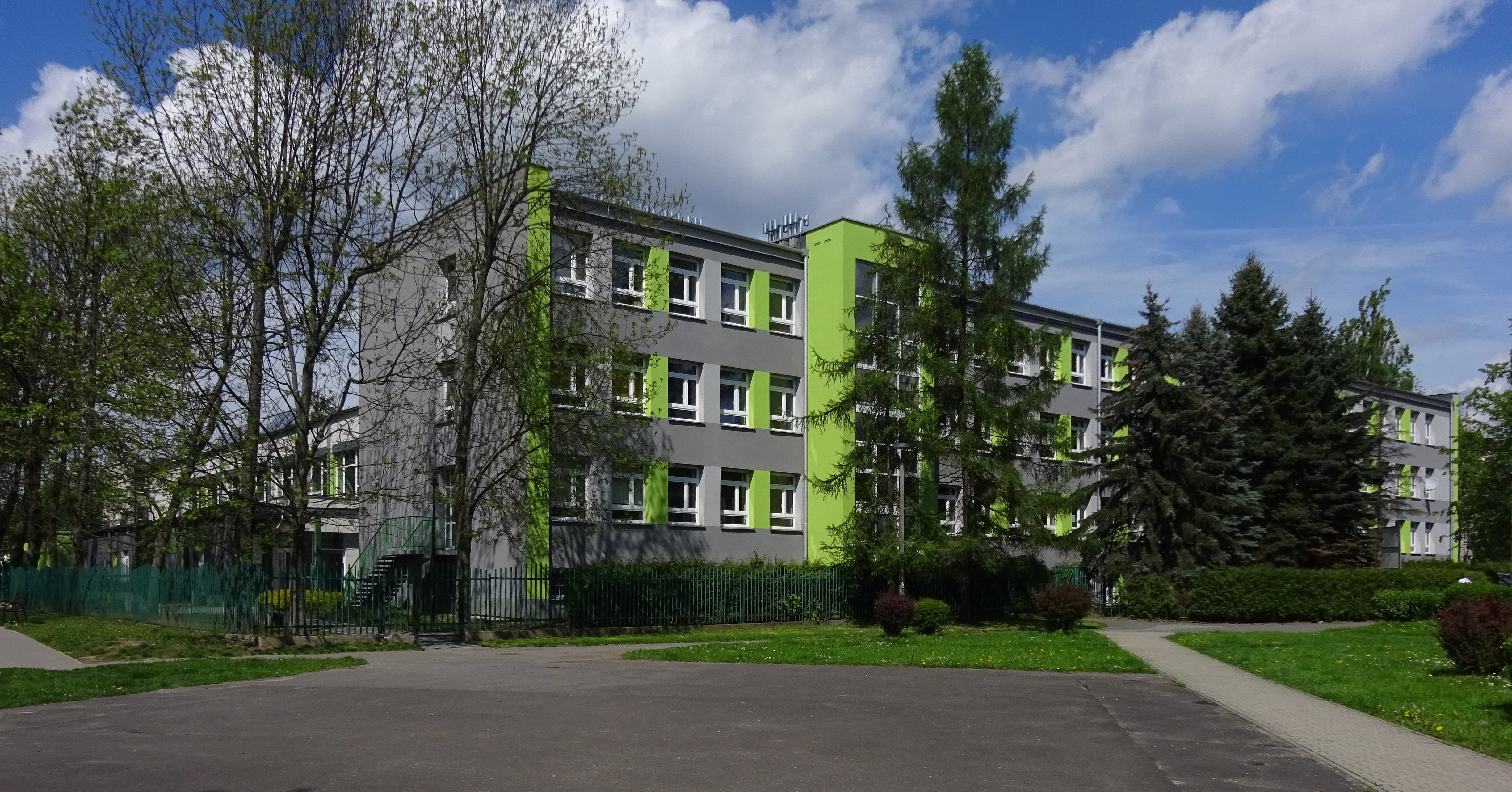
III Liceum Ogólnokształcące i hala sportowa na osiedlu widziane od strony Plant Bieńczyckich
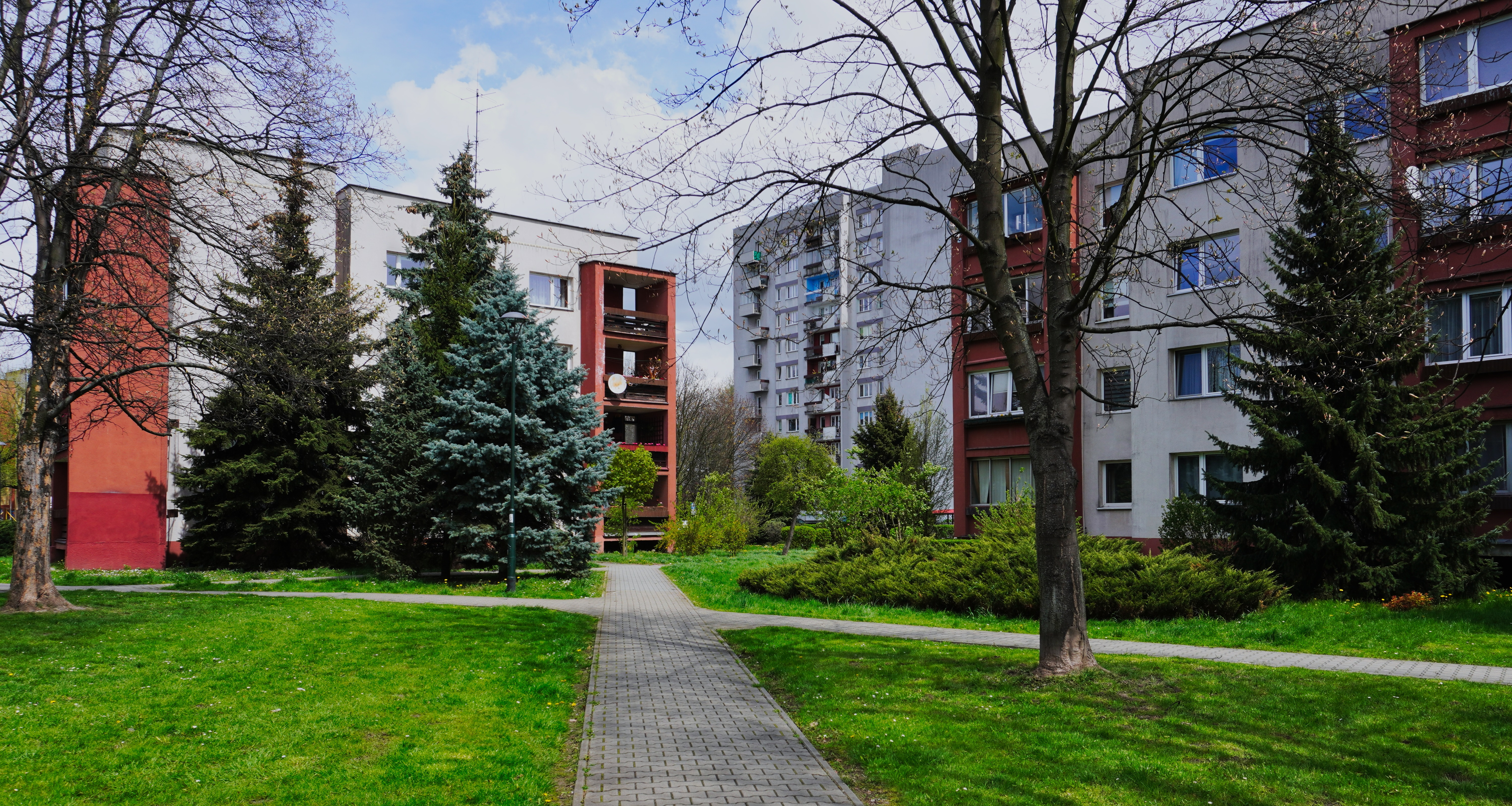
Bloki „puchatki” 3A i 3B, widok od południa
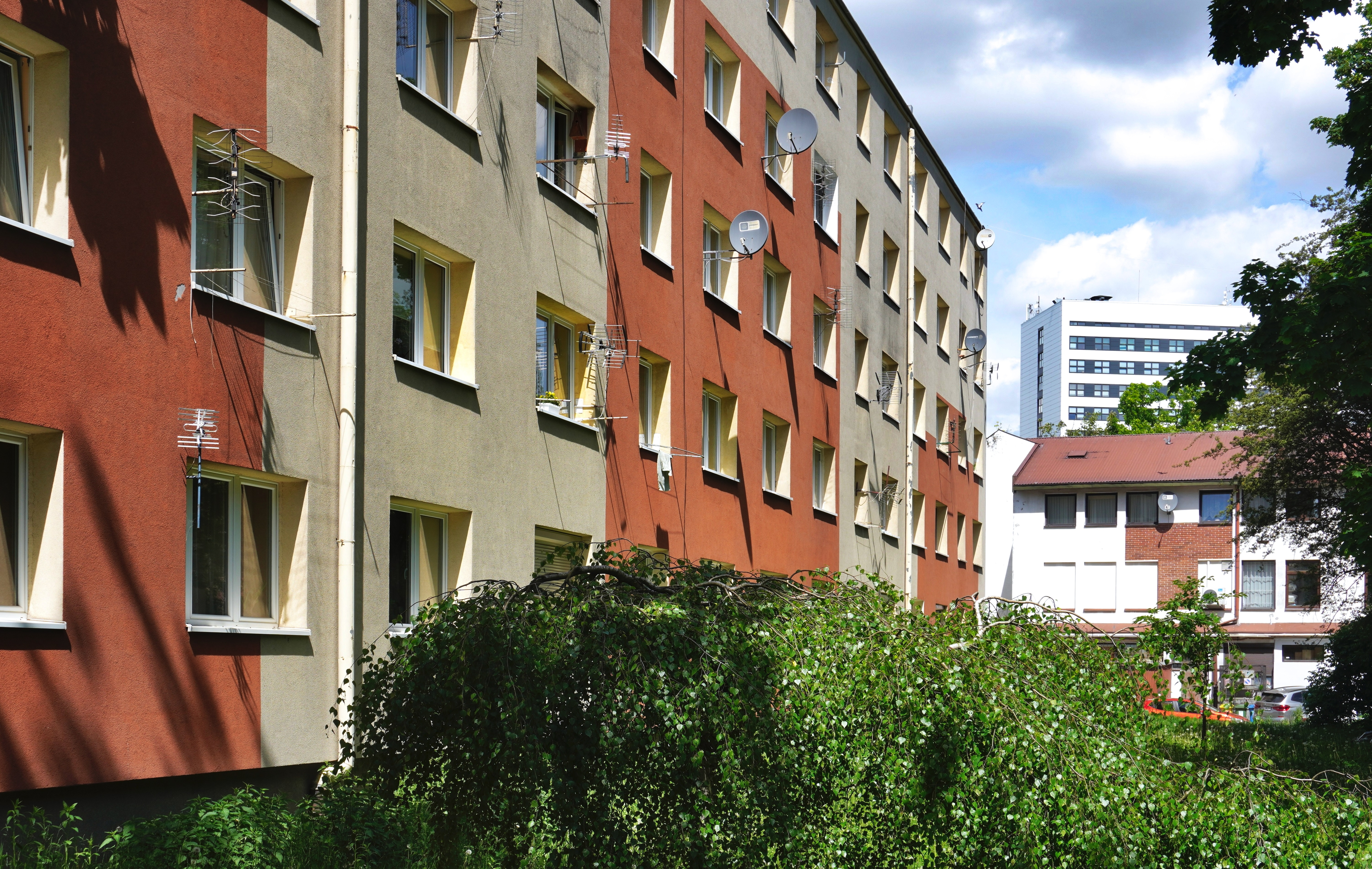
Wnętrze osiedla, os. Wysokie 16
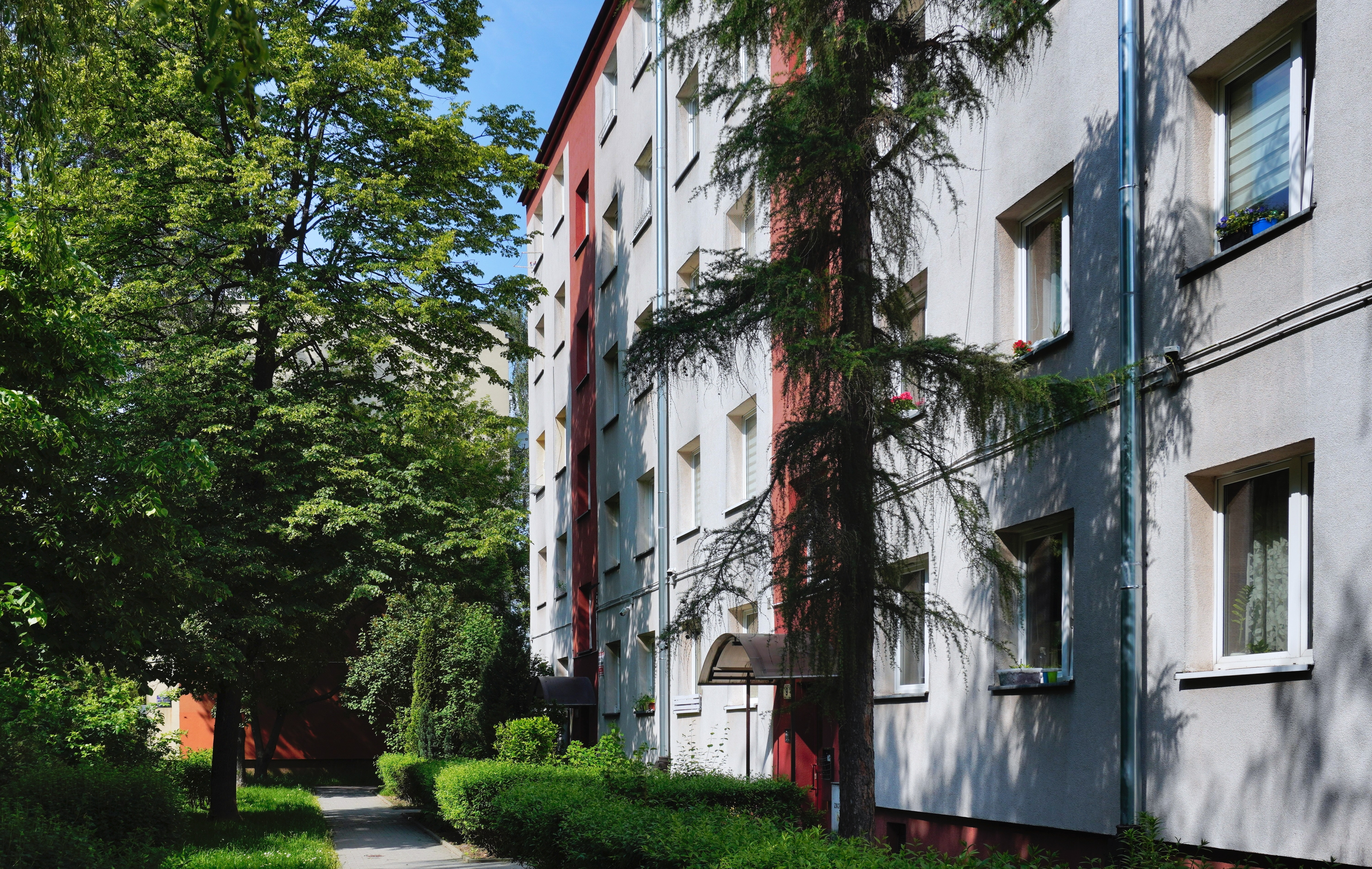
Wnętrze osiedla, os. Wysokie 9
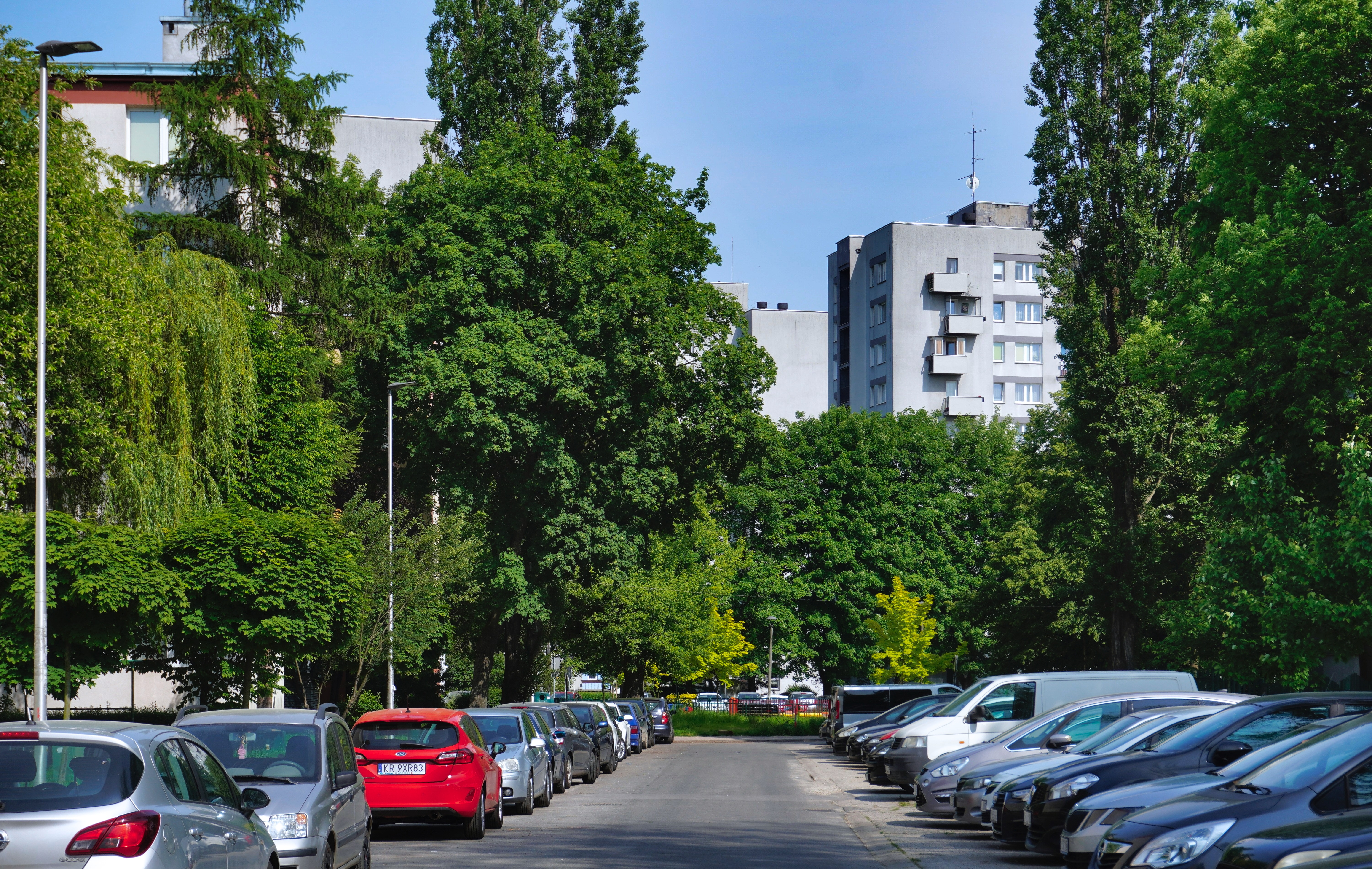
Ulica Urszulki
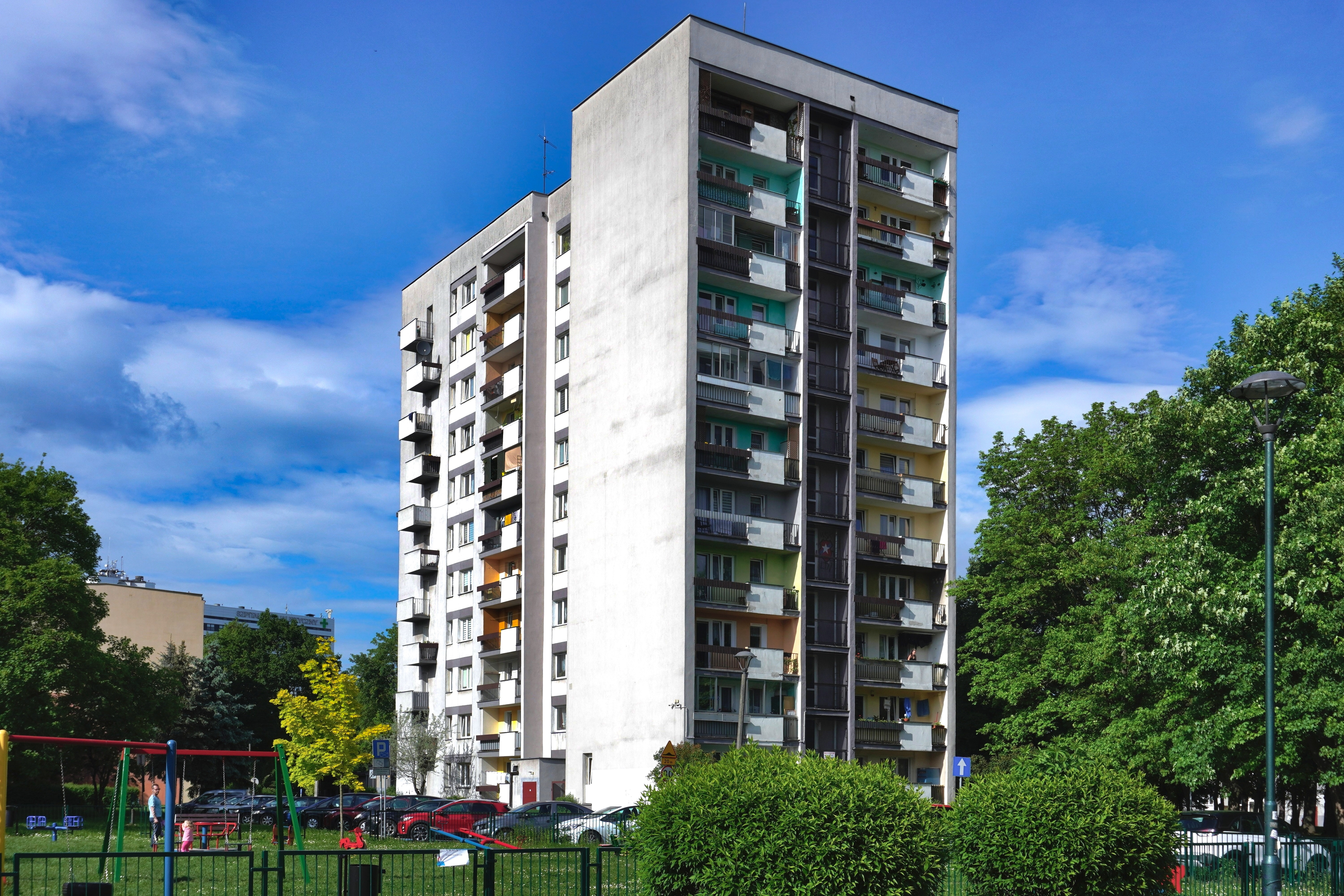
Wnętrze osiedla, os. Wysokie 12